# Flatowturm

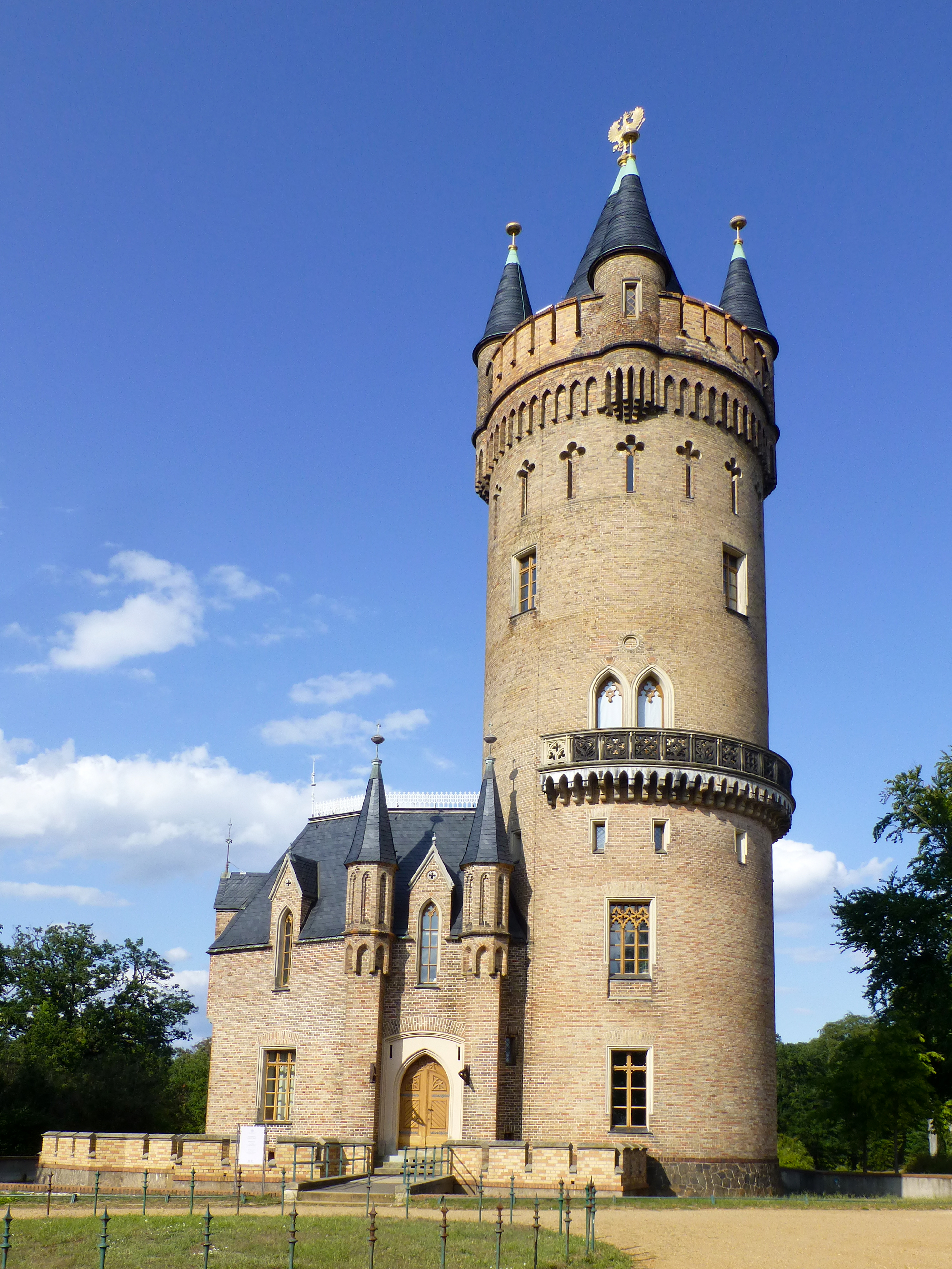
Der Flatowturm im August 2019

Der Flatowturm ist ein zwischen 1853 und 1856 errichteter Wohnturm in Park Babelsberg. Das Gebäude trat an die Stelle einer Windmühle, die 1848 einem Brand zum Opfer gefallen war. Der Turm wurde von Heinrich Strack in Anlehnung an das Eschenheimer Tor in Frankfurt am Main entworfen.

## Geschichte
Bevor der Flatowturm errichtet wurde, befand sich an gleicher Stelle auf dem Babelsberger Hügel eine Wind- und Schneidemühle. Sie wurde mit Erlaubnis Friedrichs des Großen in der zweiten Hälfte des 18. Jahrhunderts errichtet. Bauherr war ein Hofrat mit dem Namen Rehnitz. Die Mühle fiel 1848 einem Brand zum Opfer. Da die Brandruine in der Nähe des neu entstandenen Sommersitzes von Prinz Wilhelm lag und wegen ihrer erhöhten Position gut vom Havelufer aus zu sehen war, wurde der Plan gefasst, die Mühle durch einen Aussichtsturm zu ersetzen. Gleichzeitig sollte ein das Bauwerk umgebendes Bassin die Bewässerung des Park Babelsberg sicherstellen. Wilhelm wählte für den Bau Heinrich Strack als Architekten aus. Strack orientierte sich in seinem Plan an einem mittelalterlichen Stadttor, dem Eschenheimer Tor in Frankfurt am Main.  Das Wilhelm gehörende Landgut Flatow in Westpreußen finanzierte den Bau und gibt dem Turm seinen Namen. Wilhelm und seine Gemahlin Augusta von Sachsen-Weimar-Eisenach ließen in dem Turm Gäste unterbringen und ihre Kunstsammlung aufbewahren. Dazu zählten unter anderem historische Leuchter, Schränke und Gläser.

## Beschreibung
Das Gebäude setzt sich aus einem runden Aussichtsturm und einem Burghaus zusammen. Die Anlage ist von einem trockengelegten Wassergraben umgeben. Der Weg in den Turm führte ursprünglich über eine Zugbrücke. Vier Erkertürme flankieren die Turmspitze. Darunter befindet sich ein Aussichtsweg, der einem mittelalterlichen Wehrgang nachempfunden ist. In seiner Höhe misst der Turm 46 Meter. Von dem Balkonzimmer aus gesehen bilden das Belvedere auf dem Pfingstberg und das Marmorpalais eine Linie mit der Wetterfahne des Flatowturms. Katrin Schröder vermutet daher eine bewusste dynastische Platzierung des Gebäudes. Der Bauherr, Prinz Wilhelm, habe sich in eine Kontinuität zu seinen Vorgängern stellen wollen: Das Marmorpalais erinnere an Friedrich Wilhelm II., den Großvater, und das Belvedere an Friedrich Wilhelm IV., den älteren Bruder.